# Radar pédagogique
Pour les articles homonymes, voir Radar (homonymie).
 (juillet 2011).

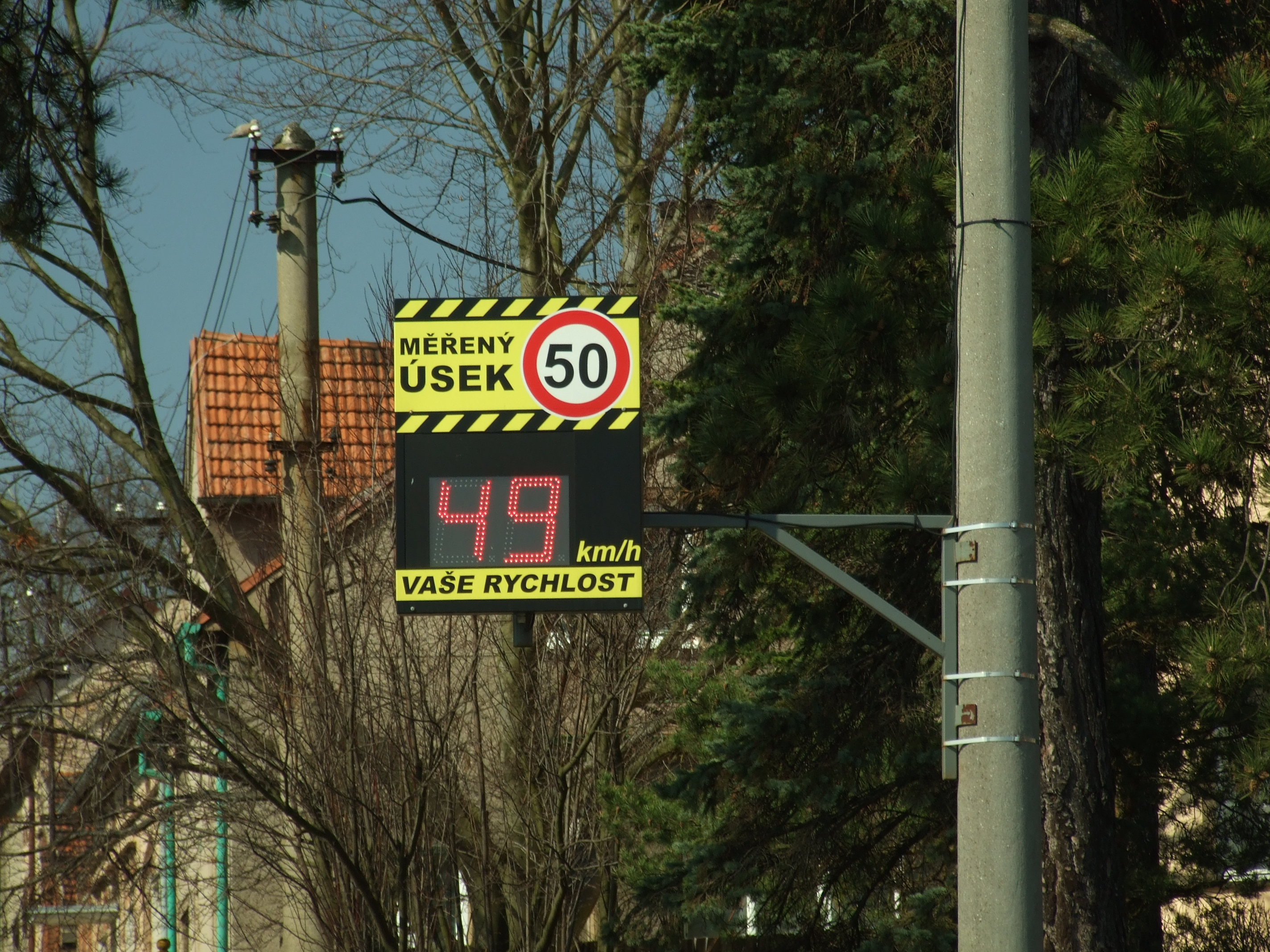
Radar pédagogique en République tchèque.

Un radar pédagogique est un type de radar automatique qui affiche la vitesse des automobilistes passant dans une zone débutant à 200 mètres environ (détection initiale du véhicule)[réf. nécessaire] du panneau afficheur, sans but répressif mais dans un objectif préventif. 
Un radar pédagogique peut également cibler l'usage du téléphone au volant plutôt que la vitesse, dans des pays comme l'Australie, le Royaume-Uni ou la France.

## Caractéristiques techniques

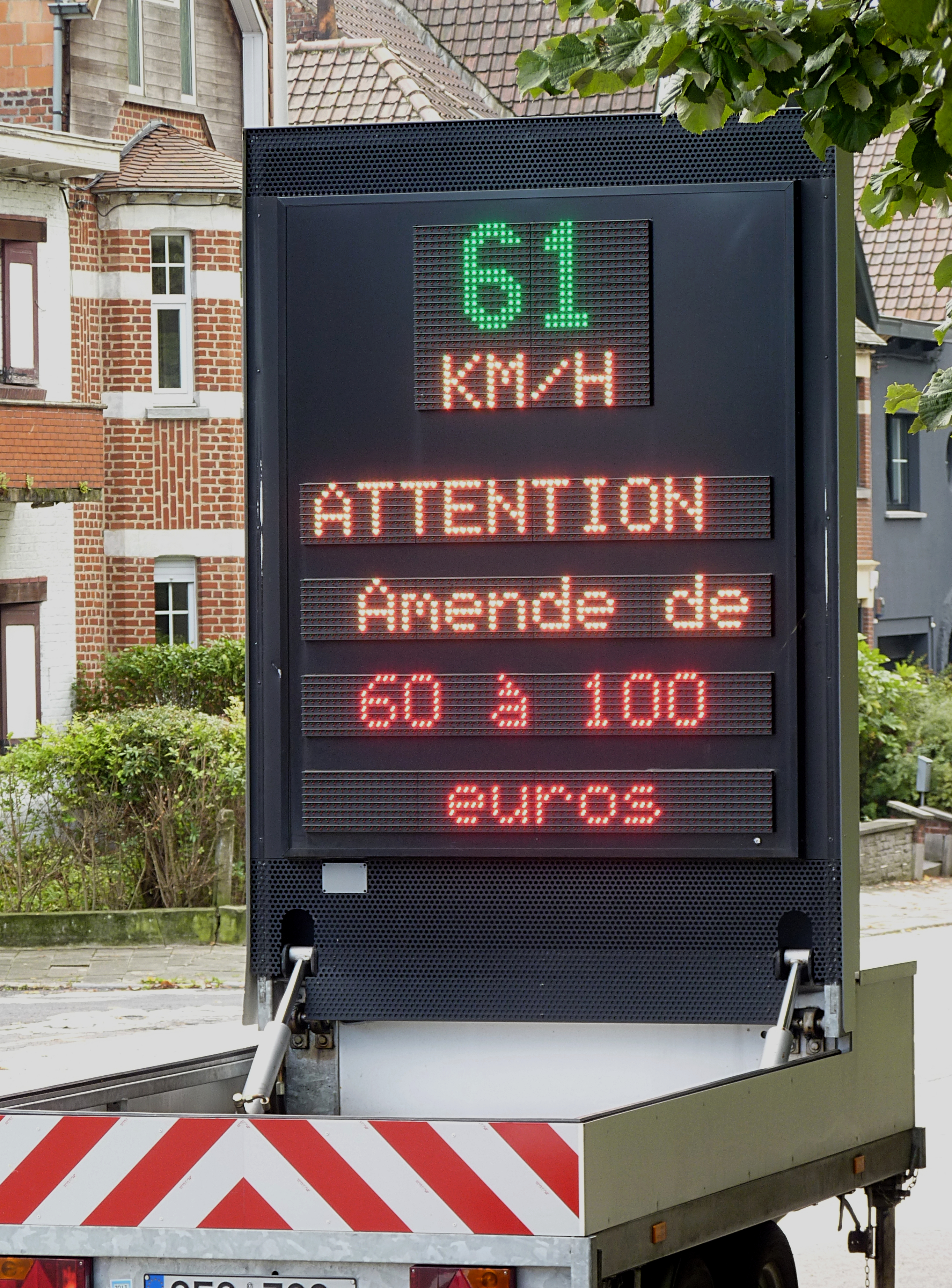
Affichage de la vitesse et de l'amende en Belgique

Ces radars utilisent l'effet Doppler pour mesurer la vitesse des véhicules et informer les conducteurs sur leur vitesse réelle, et ont pour objectif de les inciter à ralentir avec des messages brefs (école, danger, ralentir) pour respecter la vitesse autorisée dans l'agglomération (généralement 50 km/h, zones 30 km/h dans les grandes villes comme Paris, Lyon). Ils peuvent aussi enregistrer les vitesses des véhicules pour établir des statistiques de circulation recueillies par liaison radio sous forme de tableurs[réf. nécessaire]. 
Certains modèles permettent d'afficher un smiley suivant le respect ou non de la vitesse, voire le nombre de points qui auraient été perdus si le radar avait été un radar classique, et certains peuvent afficher la plaque d'immatriculation du véhicule en infraction. ou le risque d'amende encourue lorsque vous dépassez la vitesse maximale admise. D'autres pays évitent ce type de pratiques.

## En France

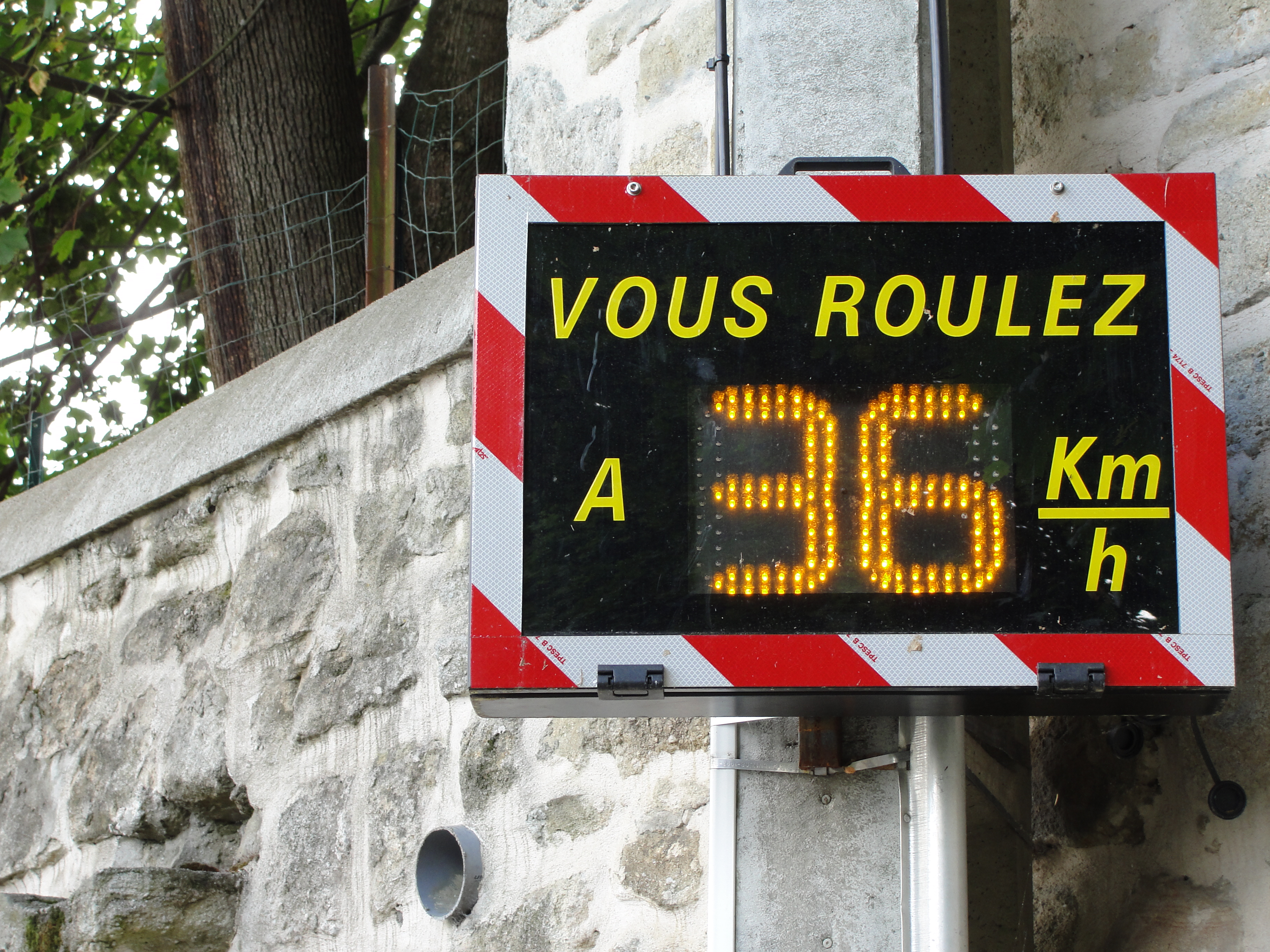
Un radar pédagogique en terre francophone

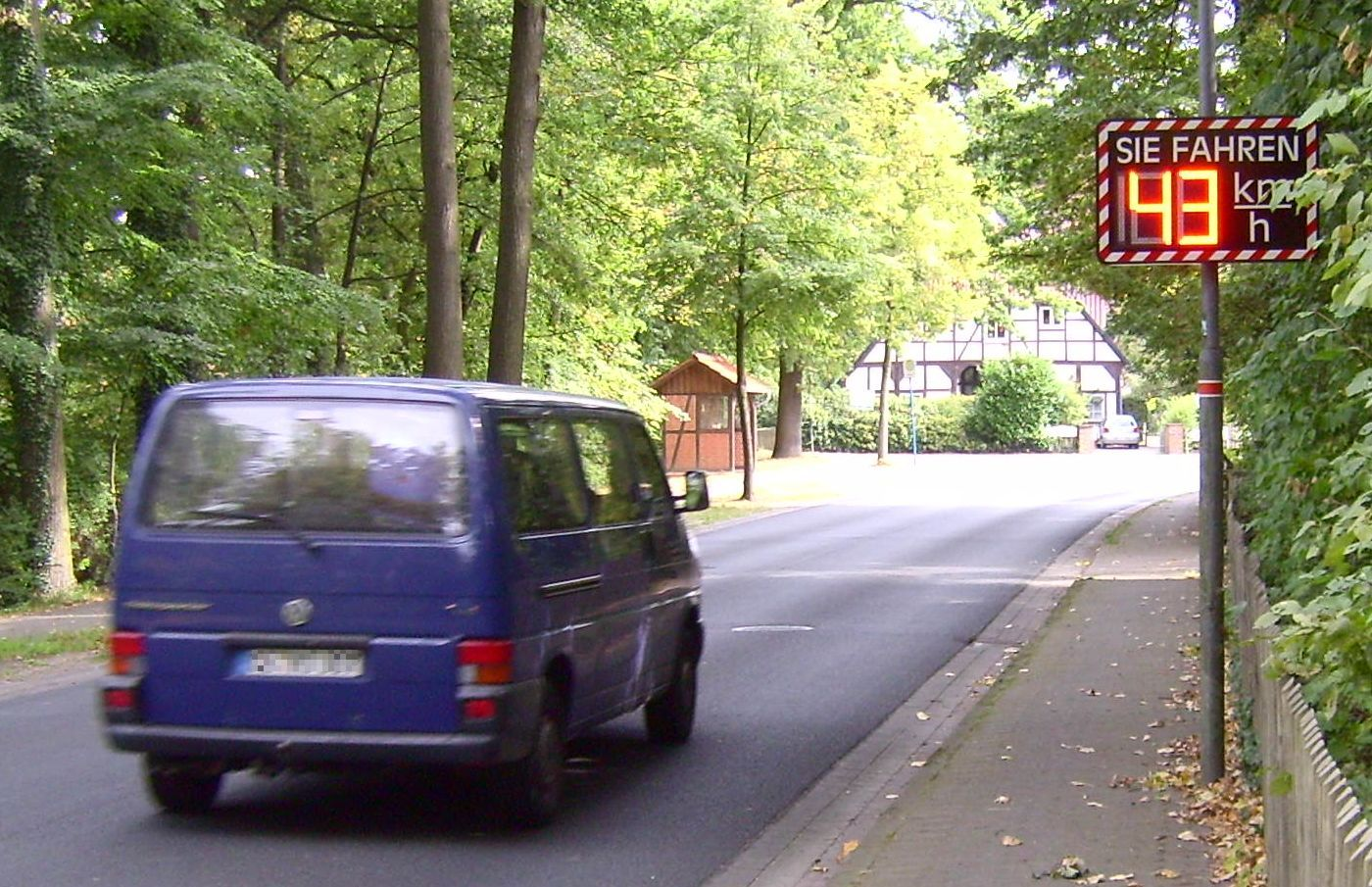
Un radar pédagogique en terre germanophone

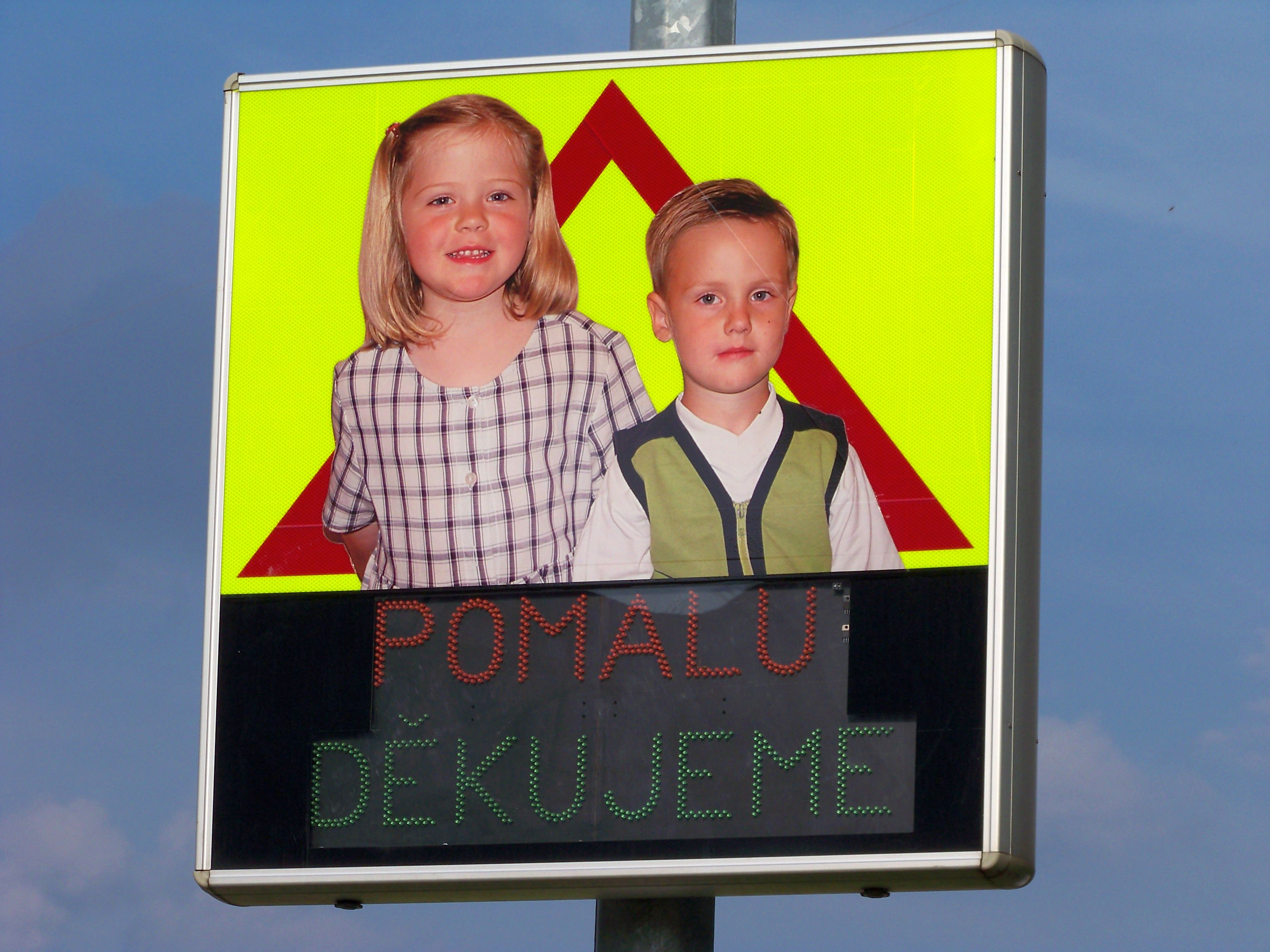
Un radar pédagogique en langue tchèque

En France, ces radars sont installés par les communes ou les départements et, à partir de juillet 2011, par la Direction de la Sécurité routière du Ministère des Transports à l'approche des radars répressifs qui génèrent automatiquement l'envoi d'amendes aux conducteurs qui dépassent les vitesses autorisées. L'installation de radars pédagogiques en France a fait l'objet d'annonces successives et contradictoires entre mai et juin 2011. Plus de 4 200 radars pédagogiques sont annoncés pour fin 2012, et ce pour un montant estimé à 10 millions d'euros.
Actuellement[Quand ?], la région administrative française la mieux équipée en matière de radars pédagogiques est l'Alsace avec près de 400 appareils installés. Cependant, de plus en plus de régions décident de s'équiper en radars pédagogiques.

### Réglementation française
Selon l’IISR le dépassement de seuil légal doit conduire en France à un affichage avec une couleur différente. Lors d'une conduite normale, l'affichage utilise généralement une couleur verte blanche ou jaune. En cas d'excès, la couleur rouge, blanche ou jaune est utilisée.
Selon l’arrêté du 24 novembre 1967, le message délivré sur le radar pédagogique doit se limiter à la vitesse en cas de non-dépassement, qui peut être accompagné d'un message additionnel de type littéral en cas de trop grande vitesse.

### Effets en France
En France, ce type de dispositif a pour effet de réduire la vitesse pratiquées. La baisse de vitesse en milieu urbain peut être de l'ordre de 2 à 6 km/h, soit entre 4 % et 12%; elle conduit également à réduire le nombre de conduite en excès de vitesse de 4 % à 30%.
Le site I-CARE statistiques recense toutes les vitesses enregistrées par ces radars dans le sens entrant et partant. Les mairies ayant accès à l'application peuvent avoir des données précises sur les plus fortes vitesses enregistrées, le pourcentage de ceux qui ne respectent pas les limitations de vitesse. Ainsi il n'est pas rare de constater des vitesses à trois chiffres en agglomération.

## Objectifs
Le dispositif peut avoir comme objectif de
- établir le lien entre la réglementation et le comportement individuel
- faire respecter les limitations de vitesse
- connaître l'ampleur des dépassements des vitesses légales, notamment en agglomération.

## Couts
En France ces dispositifs peuvent couter en fonction du modèle entre 1500 et 7 000 euros TTC par unité en 2010.